# Urothemis aliena
Urothemis aliena – gatunek ważki z rodziny ważkowatych (Libellulidae).